# Jardín de la Abadía

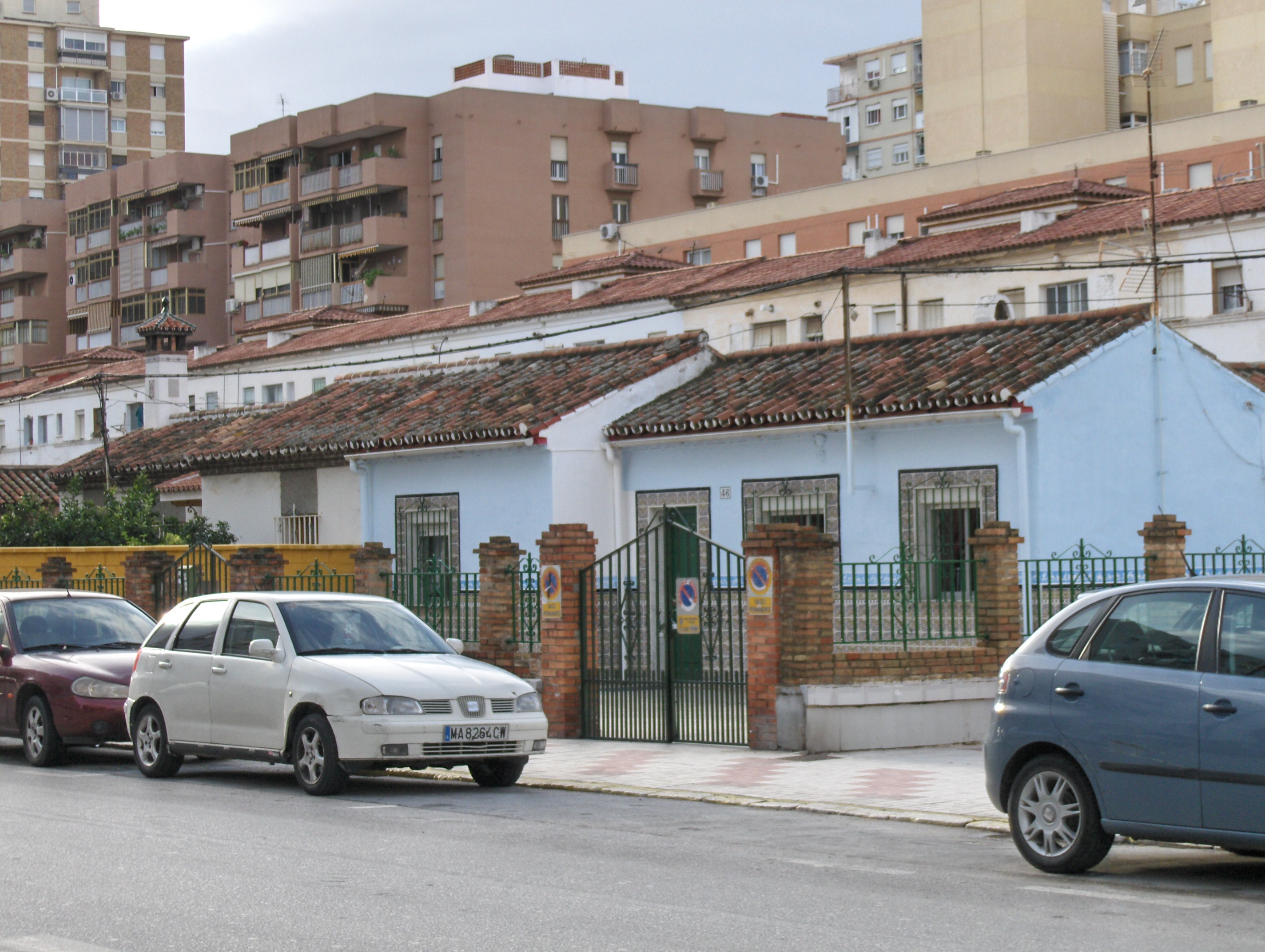
Viviendas en calle Ayala.

Jardín de la Abadía es un barrio perteneciente al distrito Carretera de Cádiz de la ciudad andaluza de Málaga, España. Se encuentra situado junto a la playa de San Andrés y la ampliación del puerto de Málaga. Según la delimitación oficial del ayuntamiento, limita al noroeste con el barrio de La Princesa; al nordeste, con el barrio de Parque Ayala; al sureste, con el mar; y al suroeste con el barrio de Huelin. Los límites administrativos del barrio abarcan la mayor parte de la superficie del Parque de Huelin.
Dentro del barrio destaca el conjunto residencial situado entre las calles Ayala, Cómico Riquelme, Órfila y Maestro Chapí, que data de los años 1960. Se trata de uno de los últimos conjunto construidos en el estilo de la autarquía, que se conserva en estado original. Está compuesto por bloques de viviendas de tres alturas dispuestos en forma de U y viviendas de una sola planta y jardín delantero que ocupan el espacio interior de la manzana.
Otro hito de este barrio es la plaza Jardín de la Abadía, conocida antiguamente como "plaza de las cadenas" por los vecinos, cuya fisonomía fue cambiada recientemente por una remodelación.

## Transporte
En autobús queda conectado mediante las siguientes líneas de la EMT: 
| Línea | Trayecto                                        | Recorrido | Frecuencia    |
| ----- | ----------------------------------------------- | --------- | ------------- |
| 1     | Parque del Sur - Avda. Europa (San Andrés)      | Recorrido | 8-9 minutos   |
| 3     | Paseo del Parque - Puerta Blanca                | Recorrido | 8 minutos     |
| 10    | Alameda Principal - Churriana                   | Recorrido | 25-30 minutos |
| 16    | Paseo del Parque - La Térmica                   | Recorrido | 12-13 minutos |
| 19    | Paseo del Parque - Aeropuerto                   | Recorrido | 30-35 minutos |
| 27    | Avenida M. A. Heredia - Polígono I. Guadalhorce | Recorrido | 70-80 minutos |
| N1    | Puerta Blanca - El Palo                         | Recorrido | 25 minutos    |